# Diadegma colutellae
Diadegma colutellae är en stekelart som beskrevs av Horstmann 2008. Diadegma colutellae ingår i släktet Diadegma och familjen brokparasitsteklar. Inga underarter finns listade i Catalogue of Life.